# Juan Apóstol Martínez
Juan Apóstol Martínez (Santa Fe, Virreinato del Río de la Plata, 1783 - Santa Fe, Argentina, 13 de abril de 1842) fue un militar argentino que participó en la guerra de independencia de su país y en las guerras civiles argentinas. Era hermano del general Benito Martínez y de los coroneles Anacleto y Nicomedes Martínez.
En su juventud combatió contra las invasiones inglesas, pero regresó a su hogar en Santa Fe.

## Guerras de independencia
En 1811 fue incorporado como oficial a un regimiento de artillería, y con este participó en la campaña sobre Montevideo; peleó en las batallas de Las Piedras y Cerrito y participó en el sitio de esa ciudad hasta el final del mismo, en 1814.
Se incorporó al Ejército de los Andes en el regimiento de infantería Nro. 11, bajo el mando del general Juan Gregorio de Las Heras. Luchó al frente de una fracción de artillería en las batallas de Chacabuco, Curapaligüe, Gavilán — durante esta batalla, sus cañones fueron destruidos, por lo que montó a caballo y se unió a los Granaderos —, Talcahuano, Cancha Rayada y Maipú. Se le encargó la persecución del general Mariano Osorio, pero no logró alcanzarlo.
Pidió y obtuvo la baja del Ejército, pero al poco tiempo fue reincorporado. Participó en la Expedición Libertadora del Perú, y permaneció en el cuerpo principal del ejército junto al general José de San Martín. Formó parte de la campaña del general Rudecindo Alvarado a “Puertos Intermedios”, luchando en las derrotas ocurridas en Torata y Moquegua.
Regresó a Buenos Aires en septiembre de 1824. Fue nombrado comandante de la frontera norte de la provincia con los indígenas ranqueles, con el grado de coronel y con sede en Salto (Buenos Aires). Pero su médico le prohibió montar a caballo, por lo que pasó a la infantería de marina. Fue el jefe militar de la isla Martín García, desde donde apoyó en 1827 la campaña naval de Juncal. Fue relevado en octubre de ese año por orden del gobernador Manuel Dorrego. Al año siguiente se embarcó como voluntario en la flota del capitán Guillermo Brown, participando en el combate de Los Pozos.

## La revolución de diciembre
En junio de 1828 fue enjuiciado por orden de Dorrego, por desacato. La causa fue olvidada y a fines de ese año fue enviado al ejército de la Banda Oriental. Pero no llegó a salir para su destino, porque unió sus fuerzas a las que, el 1 de diciembre, se sublevaron contra Dorrego. Apoyó la elevación del general Juan Lavalle al poder, y fue el encargado de rendir el Fuerte de Buenos Aires, que hacía las veces de casa de gobierno.
Combatió en la batalla de Navarro y participó en las campañas de los unitarios al interior de la provincia. Se destacó como uno de los más crueles oficiales durante la campaña de "pacificación" de la provincia, asesinando a decenas de gauchos, por solo el hecho de ser o parecer federales. También hizo la campaña a Santa Fe a órdenes de Lavalle, y combatió en la batalla de Puente de Márquez. Tras el fracaso del primer acuerdo entre el líder federal Juan Manuel de Rosas y Lavalle, acompañó a este a entrevistarse con el Restaurador en Barracas.
Tras el ascenso del general Rosas al gobierno, se negó a unirse al ejército que marchó a enfrentar al general José María Paz y emigró a Montevideo. Fue dado de baja del ejército porteño a principios de 1830. En octubre acompañó a Lavalle en la primera campaña contra el gobierno de Entre Ríos, que terminó en un fracaso, y permaneció un tiempo retirado.

## La alianza contra Rosas y Oribe
En 1836 participó en la revolución de Fructuoso Rivera contra el presidente Oribe y debió huir a Brasil. Al año siguiente participó en la invasión de Rivera y luchó en la decisiva batalla de Palmar. Rivera lo ascendió al grado de general, y fue confirmado tras la renuncia de Oribe.
En 1839, cuando se produjo en el sur de la provincia de Buenos Aires la rebelión de los llamados Libres del Sur, contaban con el apoyo de Lavalle. Pero este tardó en decidirse a apoyarlos, y finalmente decidió marchar sobre Entre Ríos. Solo envió, muy tarde, escasas fuerzas al mando de Martínez. Cuando este llegó, encontró los restos dispersos tras la derrota en la batalla de Chascomús, mandados por el coronel Manuel Rico. Embarcó hacia Martín García a los sobrevivientes.
Participó de la campaña de Lavalle a Entre Ríos y peleó en la batalla de Yeruá, continuando camino hacia Corrientes. Cuando Lavalle reinició la invasión de Entre Ríos al frente del ejército correntino, Martínez permaneció en Corrientes, donde se incorporó al nuevo ejército que organizó allí el general Paz.
Participó en la notable victoria de Caaguazú y llegó en las fuerzas de Paz hasta Paraná. Poco después solicitó y consiguió ser enviado a Santa Fe, donde se puso a órdenes del gobernador Juan Pablo López, que se había pasado al bando unitario. Fue nombrado segundo jefe de su ejército.
Poco después llegaba a Santa Fe el ejército de Oribe, después de haber destruido la Coalición del Norte en las provincias del interior, y atacó Santa Fe. Simultáneamente entró en la provincia otro ejército federal, enviado desde Buenos Aires por Rosas.
El 12 de abril de 1842, la avanzada santafesina, al mando de Martínez, fueron derrotadas por el coronel Jacinto Andrada, santafesino, en las cercanías de Coronda. Pero Martínez resistió varias horas antes de ordenar la retirada, permitiendo al gobernador López evacuar la ciudad con su ejército, alimentos y toda el dinero de las arcas de la provincia.
En la madrugada del día siguiente, acompañado solamente por su ayudante, Martínez buscaba entre la niebla el camino hasta el campamento de López, cuando dio por casualidad con las tiendas de campaña del ejército federal. Fue capturado y ejecutado ese mismo día; su cuerpo fue decapitado por orden del coronel Santa Coloma. Tres días más tarde, el ejército de López sería destrozado en Colastiné.